# Eviota hoesei
Eviota hoesei is een straalvinnige vissensoort uit de familie van grondels (Gobiidae). De wetenschappelijke naam van de soort is voor het eerst geldig gepubliceerd in 2004 door Gill & Jewett.